# Oana Lungescu
Oana Lungescu (n. 29 iunie 1958, București) este o ziaristă și purtătoare de cuvânt română din 2010, cu pregătire în limbile engleză și spaniolă, purtătoarea de cuvânt a NATO.
În anul 1981 a absolvit studiile la Facultatea de Filologie a Universității București, secția engleză-spaniolă. Între 1981-1983 a lucrat ca profesor de limba engleză la Bușteni. În anul 1983 a refuzat să colaboreze cu Securitatea. Securitatea i-a întocmit un dosar de urmărire informativă și i-a dat numele de cod Lorena.
Mama ei, originară din Cluj, se stabilise în anul 1981 ca medic în orașul Viersen, Renania de Nord-Westfalia. Oana Lungescu a solicitat în anul 1983 acordarea unui pașaport pentru vizitarea mamei, solicitare refuzată de autoritățile române. Securitatea a încercat să-i forțeze colaborarea prin șantajul cu acordarea unui pașaport și cu obținerea de medicamente pentru tatăl ei, de profesie avocat, grav bolnav. După decesul tatălui, în anul 1985, i s-a permis plecarea în Republica Federală Germania, unde a obținut cetățenia germană, după mamă.
Între 1985-1992 a lucrat ca reporter pentru secția română a BBC. Până în 1996 a avansat la funcția de editor și adjunct al secției române a BBC, cu numele redacțional Ana Maria Bota. În 1997 s-a mutat la BBC World Service, unde a activat până în 2010 în calitate de corespondent la Bruxelles și Berlin.